# エルンスト・シュタイニッツ
エルンスト・シュタイニッツ（独: Ernst Steinitz、1871年6月13日 – 1928年9月29日
）は、ドイツの数学者。

## 経歴
ドイツ帝国シレジアのフタ・ラウラ（現在はポーランドのシェミャノヴィツェ・シロンスキェ）に生まれた。父はユダヤ人石炭商人のジギスムント・シュタイニッツ（Sigismund Steinitz）で母はアウグスト・コーエン（Auguste Cohen）。3人兄弟であった。 ブレスラウ大学とベルリン大学で学び1894年にブレスラウでPh.D.を獲得した。その後、シャルロッテンブルク（現在のベルリン工科大学）とキール大学で職を得た。1928年に没した。マルタ・シュタイニッツ（Martha Steinitz）と結婚し、2人の息子を儲けていた。

## 数学の功績
シュタイニッツの1894年の論文は射影配置に関するもので、3点と3直線から成る任意の接続構造の抽象的な描画は、（直線1本を除いた）ユークリッド平面上の直線の配置で実現できることを示した。また、この論文には配置の記法で書かれた、正則2部グラフに関するケー二ヒの定理の証明が記載してある。
1910年、クレレ誌にて、最も影響を及ぼすことになる論文 Algebraische Theorie der Körper （体の代数理論）を発表した。この論文で、体の性質を研究し素体、完全体、超越的次数、正規・分離拡大（後に「第一種の代数的拡大」と呼んでいる）を定義した。 更に、現代では標準となっている、数々の可換体理論の結果を証明した。任意の可換体は（本質的に独自の）代数的閉包を持つことの証明や、中間体における体の拡大の原始元の存在証明の特徴づけを行った。 ブルバキは、この記事を「代数学の近代的着想を提起したとみなせるだろう基礎的な論文」と呼んでいる。
シュタイニッツは多面体理論においても、基礎的な貢献を果たした。多面体に関するシュタイニッツの定理は、凸多面体の1骨格は3連結の平面グラフとなることを主張する。死後の1934年には、彼の多面体分野の功績がハンス・ラーデマッヘルの書籍 Vorlesungen über die Theorie der Polyeder unter Einschluss der Elemente der Topologieに載せられて出版された。